# Perdita vicina
Perdita vicina är en biart som beskrevs av Timberlake 1962. Perdita vicina ingår i släktet Perdita och familjen grävbin. Inga underarter finns listade i Catalogue of Life.